# Bagongshan

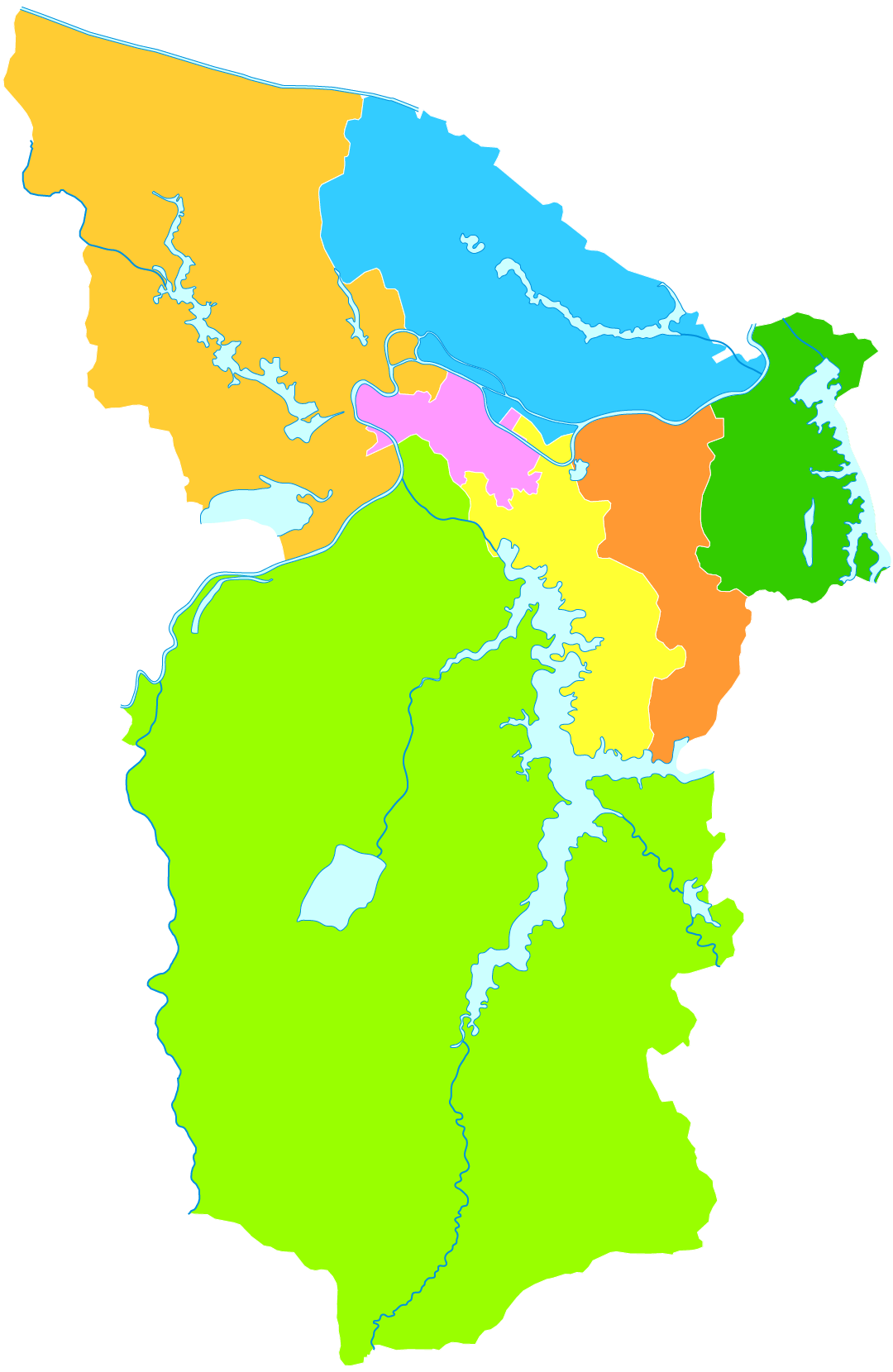
Lage des Bezirks Bagongshan im Gebiet der bezirksfreien Stadt Huainan

Der Stadtbezirk Bagongshan (chinesisch 八公山区, Pinyin Bāgōngshān qū) ist ein Stadtbezirk der bezirksfreien Stadt Huainan in der chinesischen Provinz Anhui. Das Verwaltungsgebiet des Stadtbezirks hat eine Fläche von 69,29 km² und zählt 118 221 Einwohner (Volkszählung 2020).

## Geographie
An der Nordostgrenze von Bagongshan fließt der Huai He, ein kleiner Abschnitt einer Insel in diesem Fluss gehört außerdem zum Stadtbezirk. Der Ostteil von Bagongshan liegt in der Schwemmebene des Huai He, den Westteil bildet das Gebirge Bagong Shan (八公山). Dort wurden die 800 Millionen Jahre alten Fossilien des sogenannten Huainan-Wurms gefunden, einer der ältesten mehrzelligen Organismen.

## Wirtschaft
Bagongshan liegt im Huainan-Kohlenrevier, das Kohlegebiet erstreckt sich in der Schwemmebene nordöstlich des Gebirges Bagong Shan. Im Stadtbezirk sind 4 Millionen Tonnen zugänglich, abgebaut wird die Kohle in drei Grubenfeldern.
Dem Karstgestein des Bagong Shan entspringen viele Mineralquellen mit unterschiedlichen Wasserqualitäten. Seit 1989 gibt es in Shanwang eine Mineralwasserfabrik, die jährlich 2000 Tonnen mineralwasserhaltige Getränke abfüllt.

## Kultur
Im Bagong Shan schrieb Liu An während der westlichen Han-Dynastie das Huainanzi. Der Legende nach wurde die Tofu-Herstellung von Liu An und seine Hofweisen bei der Suche nach Unsterblichkeit im Bagong Shan erfunden; sie ist auch im Huainanzi beschrieben. Heute gilt "Bagongshan-Tofu" als Spezialität, es gibt Dutzende Tofu-Produkte und mehr als 30 verschiedene Zubereitungsarten mit Bezug zum Bagong Shan.
Bagongshan ist berühmt für seine Steinschnitzkunst, genannt Zijin (紫金), die zur Zeit der nördlichen Song-Dynastie entwickelt wurde. Zijin-Steine sind farbig (lila, gelb, grün, schwarz, rot oder blau) mit mittlerer Härte und klarer Textur, die Schnitzereien sind weich und detailliert und die Motive vielfältig und stellen Landschaften, Porträts, Tierformen oder mythische Figuren dar.

## Administrative Gliederung
Auf Gemeindeebene setzt sich der Stadtbezirk aus drei Straßenvierteln und zwei Großgemeinden zusammen. Diese sind:
- Straßenviertel Xinzhuangzi (新庄孜街道)
- Straßenviertel Tubazi (土坝孜街道)
- Straßenviertel Bijiagang (毕家岗街道)

- Großgemeinde Bagongshan (八公山镇)
- Großgemeinde Shanwang (山王镇)